# Liste der Bodendenkmäler in Korschenbroich
Die Liste der Bodendenkmäler in Korschenbroich enthält die denkmalgeschützten unterirdischen baulichen Anlagen, Reste oberirdischer baulicher Anlagen, Zeugnisse tierischen und pflanzlichen Lebens und paläontologischen Reste auf dem Gebiet der Stadt Korschenbroich im Rhein-Kreis Neuss in Nordrhein-Westfalen (Stand: September 2020). Diese Bodendenkmäler sind in Teil B der Denkmalliste der Stadt Korschenbroich eingetragen; Grundlage für die Aufnahme ist das Denkmalschutzgesetz Nordrhein-Westfalen (DSchG NRW).
| Bild | Bezeichnung                                                                   | Lage                                   | Beschreibung | Bauzeit | Eingetragen seit | Denkmal- nummer |
| ---- | ----------------------------------------------------------------------------- | -------------------------------------- | ------------ | ------- | ---------------- | --------------- |
|      | Grabenanlage um Haus Randerath                                                | Kleinenbroich                          |              |         | 19.05.1987       | 1               |
|      | Grabenanlage um Haus Raedt                                                    | Liedberg                               |              |         | 19.05.1987       | 2               |
|      | Mittelalterlicher Wall                                                        | Liedberg                               |              |         | 20.05.1987       | 3               |
|      | Bergbau, Steinbruch, Stollen, Schacht, Liedberger Steinbruch und Sandbergwerk | Liedberg                               |              |         | 20.05.1987       | 4               |
|      | Hangmotte, Römerwacht, Mühlenberg                                             | Liedberg                               |              |         | 20.05.1987       | 5               |
|      | Sandsteinbrunnen                                                              | Korschenbroich Sebastianusstraße       |              |         | 20.05.1987       | 6               |
|      | Grabenrechteck um den Forster Hof                                             | Liedberg Rubbelrath 2                  |              |         | 20.05.1987       | 7               |
|      | Hof mit Grabenanlage, Nievenhof                                               | Korschenbroich Neersener Weg 10        |              |         | 20.05.1987       | 8               |
|      | Burghügel, Motte, Wasserburg, Schloss Myllendonk                              | Korschenbroich Myllendonker Straße 113 |              |         | 20.05.1987       | 9               |
|      | Mehrteilige Burganlage Schloss Liedberg                                       | Liedberg Schloßstraße 39               |              |         | 20.05.1987       | 10              |
|      | Turmruine Mühlenturm                                                          | Liedberg Haagweg 2                     |              |         |                  | 11              |
|      | Oberflächenfundplatz                                                          | Korschenbroich                         |              |         | 01.02.1990       | 12              |
|      | Hofesfeste Burg Steinhausen                                                   | Liedberg                               |              |         | 01.08.1990       | 13              |
|      | Sandsteinbrunnen                                                              | Korschenbroich Brauereistraße          |              |         | 13.02.1991       | 14              |
|      | Hofesfeste Stepprather Hof                                                    | Kleinenbroich                          |              |         | 17.02.1992       | 15              |
|      | Hofesfeste Haus Schlickum                                                     | Glehn                                  |              |         | 25.02.1992       | 16              |
|      | Wasserburg Haus Fürth                                                         | Liedberg                               |              |         | 26.02.1992       | 17              |
|      | Entwässerungsgraben und Grenzsteine im Hoppbruch                              |                                        |              |         |                  | 19              |
|      | Grabenanlage Winandshof                                                       |                                        |              |         |                  | 20              |
|      | Nordkanal                                                                     |                                        |              |         | 08.04.2004       | 21              |
|      | Wassergraben Am Zollhaus Herrenshoff                                          |                                        |              |         |                  | 22              |
|      | Wasserburg Fleckenhaus Glehn                                                  |                                        |              |         |                  | 23              |